# Magueyes (Ponce)
Magueyes es un barrio ubicado en el municipio de Ponce en el estado libre asociado de Puerto Rico. En el Censo de 2010 tenía una población de 5947 habitantes y una densidad poblacional de 504,2 personas por km².

## Geografía
Magueyes se encuentra ubicado en las coordenadas 18°3′42″N 66°39′3″O / 18.06167, -66.65083. Según la Oficina del Censo de los Estados Unidos, Magueyes tiene una superficie total de 11.79 km², de la cual 11.79 km² corresponden a tierra firme y (0.02%) 0 km² es agua.

## Demografía
Según el censo de 2010, había 5947 personas residiendo en Magueyes. La densidad de población era de 504,2 hab./km². De los 5947 habitantes, Magueyes estaba compuesto por el 87.17% blancos, el 4.81% eran afroamericanos, el 0.24% eran amerindios, el 0.17% eran asiáticos, el 5.3% eran de otras razas y el 2.32% pertenecían a dos o más razas. Del total de la población el 99.01% eran hispanos o latinos de cualquier raza.